# Xanthogalum tatianae
Xanthogalum tatianae är en växtart i släktet Xanthogalum och familjen flockblommiga växter. Den beskrevs av Eugen Bordzilovskij som Angelica tatianae, och fick sitt nu gällande namn av Boris Sjisjkin 1951.
Arten är en perenn ört som förekommer i Kaukasus.